# Bad Hesselingen
Bad Hesselingen is een multifunctioneel zwembad, met een subtropisch zwemgedeelte, in Meppel, Drenthe. Het zwembad werd in 1968 geopend en kreeg de naam zwembad De Hesselingen.
In 1993 vond de heropening plaats nadat het zwembad was omgebouwd tot een moderner zwembad.
In 2015 werd het zwembad uitgeroepen tot 'zwembad van het jaar' vanwege zijn interactieve glijbanen en zijn inspanningen op het gebied van duurzaamheid.
Na aanvankelijke bezwaren vanuit de gemeente Meppel kreeg het zwembad vergunning om in 2016 te starten met de bouw van een klimpark.
In 1973 werden de Nederlandse kampioenschappen zwemmen gehouden in Bad Hesseling. Enith Brigitha zwom daar toen een Europees record op de 100 meter vrije slag.